# Сахалинский сверчок
Сахалинский сверчок (лат. Helopsaltes amnicola) — вид воробьинообразных птиц из семейства сверчковых (Locustellidae). Гнездится в Азии, на Дальнем Востоке. Сахалинский сверчок ранее считался подвидом таёжного сверчка.

## Описание
Сахалинский сверчок достигает длины 16,5—18 см и массы от 23,9 до 33 г. Половой диморфизм отсутствует. Верхняя часть тела оливково-коричневая, грудь серая, нижняя часть тела желтовато-коричневая, подхвостье рыжеватое.

## Распространение и экология
Сахалинские сверчки гнездятся на Сахалине, Хоккайдо и на южных Курильских островах. Этот вид встречается в низменных и прибрежных районах, гнездится в лесах или зарослях. Зимуют на юге Филиппин, на востоке Индонезии и на западе Новой Гвинеи.

## Поведение
Песня состоит из короткой фразы, громкой и характерной. Она совсем не похожа на напоминающие звуки насекомых стрекотание европейских видов рода Locustella и более музыкальна, чем у певчего сверчка.